# Ricardo Rodríguez de la Vega
Ricardo Valentín Rodríguez de la Vega (Città del Messico, 14 febbraio 1942 – Città del Messico, 1º novembre 1962) è stato un pilota di Formula 1 messicano, fratello dell'altro pilota Pedro.
Ritenuto un talento emergente dell'automobilismo della sua epoca, aveva uno stile di guida aggressivo che tendeva a portare al limite la vettura. Nella sua breve carriera corse per due stagioni alla Ferrari in Formula 1, diventando il primo pilota messicano nella storia della categoria.
Trovò la morte a soli 20 anni nel 1962, durante le prove libere del Gran Premio di casa a Città del Messico (all’epoca gara non valida per il Campionato Mondiale), a bordo di una Lotus del team di Rob Walker. A lui e al fratello maggiore Pedro (anch’egli pilota di Formula 1, morto nel 1971 durante una gara di vetture sport al Norisring) venne intitolato, nel 1972, proprio il tracciato di Città del Messico, una volta noto come Magdalena Mixhuca, che oggi prende il nome di Autodromo Hermanos Rodríguez.

## Carriera

### Gli inizi
Ricardo, come il fratello Pedro, inizialmente si dedicò al ciclismo imponendosi a dieci anni nel campionato nazionale messicano contro i suoi pari età. Sempre seguendo l'esempio del fratello, passò poi alle moto, imponendosi a tredici anni nella classe nazionale 125, ma al contempo sviluppò la passione per le automobili, guidando una berlina della Opel. Successivamente il padre, facoltoso uomo d'affari, gli comprò una Porsche 550 Spyder con cui vinse al debutto in una gara a Torreón.
Nel 1957, a soli 15 anni, fece il suo debutto internazionale a Riverside battendo tutti i partecipanti con una Porsche 550 RS con la quale vinse la classe fino a 1500 cc, replicandosi nuovamente con una vittoria di classe nel Nassau Tourist Trophy.
Spesso gareggiava in coppia con il fratello maggiore Pedro per la NART, ma talvolta iscriveva la sua auto con il nome del padre.
Venne rifiutata la sua iscrizione alla 24 Ore di Le Mans del 1958 poiché ritenuto troppo giovane, ma si ripresentò nel 1959 per correre con una Osca nella classe 750 cc. Nel 1960 fece coppia con André Pilette sulla Ferrari 250 TR59 della NART che si piazzò seconda, divenendo il più giovane pilota ad essere salito sul podio della grande corsa francese.

### Formula 1

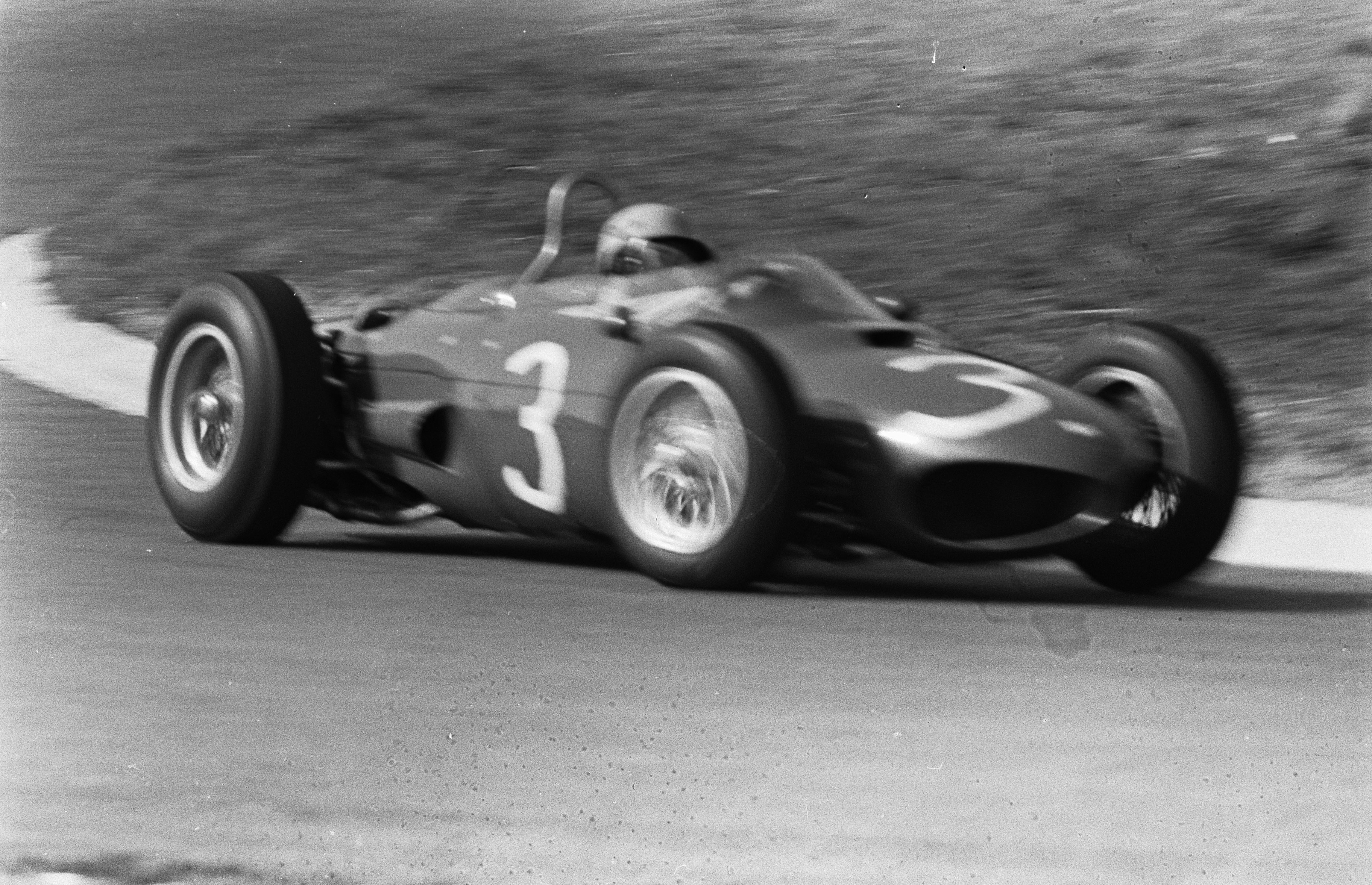
Ricardo Rodríguez impegnato al Gran Premio d'Olanda 1962.

Ricardo Rodríguez venne invitato come pilota occasionale della Ferrari nel Gran Premio d'Italia 1961, qualificandosi con un sensazionale secondo tempo ed alternandosi al comando della gara con Phil Hill e Richie Ginther fino a che un guasto alla pompa della benzina non lo costrinse al ritiro.
Diventò così il più giovane pilota ad aver debuttato in Formula 1, record battuto poi dal neozelandese Mike Thackwell.
Enzo Ferrari gli offrì quindi un contratto da pilota ufficiale, impiegandolo però con parsimonia, tenendo conto della sua giovane età e del carattere spigoloso. Quando gareggiava, tuttavia, Rodríguez forniva spesso prestazioni che attiravano grande interesse: nella stagione 1962 di Formula 1 si piazzò quarto a Spa-Francorchamps e sesto al Nürburgring, e chiuse al secondo posto il Gran Premio di Pau, gara extra campionato; nello stesso anno, nel mondiale endurance, a bordo di una Ferrari 246 SP vinse la Targa Florio in squadra con Olivier Gendebien e Willy Mairesse.
La stagione 1962 si rivelò però complicata per la Ferrari, che subì la maggior competitività dei team inglesi e che decise di saltare le ultime due gare della stagione ufficiale e la corsa in Messico che non assegnava punti mondiali.

#### La morte
Deciso a correre il suo Gran Premio casalingo, Rodríguez si accordò a Monza per guidare una Lotus privata del Rob Walker Racing Team, ma morì tragicamente durante il primo giorno di prove. Volendo superare il tempo di John Surtees, che lo precedeva, nelle prime libere, probabilmente a causa del cedimento della sospensione posteriore destra, la sua vettura si schiantò contro il terrapieno all'esterno della curva Peraltada. Sbalzato fuori dall'auto, riportò ferite gravissime e morì dopo pochi minuti, all’età di appena 20 anni.
Rodríguez è sepolto presso il cimitero Panteón Español della sua città natale di Città del Messico; accanto verrà sepolto, nove anni dopo, il fratello Pedro, anch’egli futuro pilota di Formula 1 e morto tragicamente nel 1971, durante una gara di vetture sport. La Scuderia Rodríguez A.C (una fondazione della famiglia) mantiene viva la sua memoria e quella del fratello, e funge da registro per le "memorabilia" e le auto dei due fratelli.

## Risultati completi in Formula 1
| 1961 | Scuderia | Vettura |  |  |  |  |  |  |     |  |  | Punti | Pos. |
| ---- | -------- | ------- |  |  |  |  |  |  | --- |  |  | ----- | ---- |
| 1961 | Ferrari  | 156 F1  |  |  |  |  |  |  | Rit |  |  | 0     |      |

| 1962 | Scuderia | Vettura |     |    |   |  |  |   |     |  |  | Punti | Pos. |
| ---- | -------- | ------- | --- | -- | - |  |  | - | --- |  |  | ----- | ---- |
| 1962 | Ferrari  | 156 F1  | Rit | NP | 4 |  |  | 6 | Rit |  |  | 4     | 13º  |

| Legenda | 1º posto     | 2º posto | 3º posto    | A punti         | Senza punti/Non class.  | Grassetto – Pole position Corsivo – Giro più veloce |
| Legenda | Squalificato | Ritirato | Non partito | Non qualificato | Solo prove/Terzo pilota | Grassetto – Pole position Corsivo – Giro più veloce |